# 제5회 혼다 시빅 투어
제5회 혼다 시빅 투어(5th Annual Honda Civic Your)는 미국의 팝 록 밴드 마룬 5의 투어이다. 혼다 시빅 투어의 일환으로,  2005년 5월 13일 캘리포니아주 샌타바버라에서의 공연이 라이브 음반 Live – Friday The 13th (2005)로 발매되었다.

## 세트리스트
1. "Shiver"
2. "Through With You"
3. "Tangled"
4. "Harder To Breathe"
5. "The Sun"
6. "Wasted Years"
7. "Secret"
8. "Ain't No Sunshine"
9. "Not Coming Home"
10. "This Love"
11. "Must Get Out"
12. "Sunday Morning"
13. "Sweetest Goodbye"
14. "Hello" (오아시스 커버)
15. "She Will Be Loved"

## 서포터 음악가
- 팬텀 플래닛
- 더 도나스
- 스릴즈

## 투어 일정
| 북아메리카      |                 |      |                              |
| 2005년 3월 11일 | 로스앤젤레스    | 미국 | Gibson Amphitheatre          |
| 2005년 3월 13일 | 로스앤젤레스    | 미국 | Gibson Amphitheatre          |
| 2005년 3월 18일 | 코르푸스        | 미국 | Concrete Street Amphitheater |
| 2005년 3월 19일 | 그랜드 프레리   | 미국 | Nokia Theatre                |
| 2005년 3월 21일 | 덜루스          | 미국 | Arena at Gwinnett Center     |
| 2005년 3월 22일 | 샤롯데          | 미국 | Bojangles' Coliseum          |
| 2005년 3월 24일 | 웨스트 팜 비치  | 미국 | Sound Advice Amphitheatre    |
| 2005년 3월 25일 | 탬파            | 미국 | St. Pete Times Forum         |
| 2005년 3월 26일 | 키시미          | 미국 | Silver Spurs Arena           |
| 2005년 3월 28일 | 노르 포크       | 미국 | Constant Convocation Center  |
| 2005년 3월 29일 | 유니버시티 파크 | 미국 | Bryce Jordan Center          |
| 2005년 3월 31일 | 모건타운        | 미국 | WVU Coliseum                 |
| 2005년 4월 1일  | 필라델피아      | 미국 | Liacouras Center             |
| 2005년 4월 2일  | 보스턴          | 미국 | Agganis Arena                |
| 2005년 4월 4일  | 애머스트        | 미국 | Mullins Memorial Center      |
| 2005년 4월 6일  | 뉴욕 시         | 미국 | Radio City Music Hall        |
| 2005년 4월 7일  | 뉴욕 시         | 미국 | Radio City Music Hall        |
| 2005년 4월 8일  | 뉴욕 시         | 미국 | Radio City Music Hall        |
| 2005년 4월 15일 | 피츠버그        | 미국 | Palumbo Center               |
| 2005년 4월 16일 | 컬럼비아        | 미국 | Merriweather Post Pavilion   |
| 2005년 4월 18일 | 클리블랜드      | 미국 | Wolstein Center              |
| 2005년 4월 19일 | 시카고          | 미국 | UIC Pavilion                 |
| 2005년 4월 21일 | 세인트 루이스   | 미국 | Savvis Center                |
| 2005년 4월 22일 | 밀워키          | 미국 | Eagles Ballroom              |
| 2005년 4월 23일 | 세인트 폴       | 미국 | Xcel Energy Center           |
| 2005년 4월 25일 | 링컨            | 미국 | Pershing Center              |
| 2005년 4월 26일 | 덴버            | 미국 | 펩시 센터                    |
| 2005년 4월 29일 | 포틀랜드        | 미국 | Veterans Memorial Coliseum   |
| 2005년 4월 30일 | 에버렛          | 미국 | Everett Events Center        |
| 2005년 5월 4일  | 프레스노        | 미국 | Save Mart Center             |
| 2005년 5월 5일  | 산 호세         | 미국 | HP Pavilion at San Jose      |
| 2005년 5월 6일  | 새크라멘토      | 미국 | ARCO Arena                   |
| 2005년 5월 8일  | 애너하임        | 미국 | Theater at Arrowhead Pond    |
| 2005년 5월 9일  | 샌디에이고      | 미국 | Jenny Craig Pavilion         |
| 2005년 5월 11일 | 파닉스          | 미국 | Cricket Wireless Pavilion    |
| 2005년 5월 13일 | 샌타바버라      | 미국 | Santa Barbara Bowl           |